# Чжао Идэ
Чжао Идэ (кит. 赵一德, род. февраль 1965, Вэньлин, Чжэцзян) — китайский государственный и политический деятель, секретарь (глава) парткома КПК провинции Шэньси с 27 ноября 2022 года.
Ранее губернатор провинции Шэньси (2020—2022), секретарь парткома КПК города Ханчжоу (2015—2018), секретарь комитета Коммунистического союза молодёжи провинции Чжэцзян (2003—2006).
Кандидат в члены ЦК КПК 19-го созыва, член Центрального комитета Компартии Китая 20-го созыва.

## Биография
Родился в феврале 1965 года в уезде Вэньлин городского округа Тайчжоу, провинция Чжэцзян.
С сентября 1980 по август 1983 года проходил обучение в Тайчжоуской сельскохозяйственной школе (ныне Тайчжоуский профессиональный колледж науки и технологий) по специальности «сельское хозяйство», после окончания принят на работу сотрудником кадровой службы администрации городского уезда Вэньлин. Спустя несколько лет поступил в Чжэцзянский университет, который окончил в августе 1987 года по специальности «телевидение и радиовещание» и был направлен на работу в районный комитет Коммунистического союза молодёжи (КСМК).
С августа 1987 по декабрь 1987 гг. прошёл путь от сотрудника райкома КСМК до главы райкома КСМК уезда Вэньлин, после чего последовательно занимал должности секретаря комитетов Комсомола в посёлках Синьхэ, Танся и Роухэн городского уезда Вэньлин. В феврале 1994 года — заместитель заведующего отделом по делам молодёжи и сельского хозяйства комитета Комсомола провинции Чжэцзян, в октябре 1996 года назначен главой Организационного отдела комитета КСМК провинции и вошёл в состав Постоянного комитета КСМК Чжэцзяна. В июле 2000 года — заместитель секретаря комитета Комсомола и председатель Федерации молодёжи провинции. В декабре 2003 года возглавил комитет Комсомола провинции Чжэцзян.
В ноябре 2006 года переведён в партийную номенклатуру заместителем секретаря парткома КПК города Вэньчжоу, с марта 2007 года занимал должность главы политико-юридической комиссии горкома КПК по совместительству. В апреле 2008 года назначен временно исполняющим обязанности мэра и затем утверждён мэром города Вэньчжоу. В сентябре 2011 года назначен секретарём парткома КПК города Цюйчжоу.
В мае 2012 занял пост ответсекретаря парткома КПК (второго по перечислению заместителя главы парткома) КПК провинции Чжэцзян, в июле того же года вошёл в состав Постоянного комитета провинциального парткома. 25 сентября 2015 года занял должность секретаря горкома КПК Ханчжоу. Отвечал за организацию саммита G20, проходившего в Ханчжоу в сентябре 2016 года.
26 марта 2018 года направлен заместителем секретаря комитета КПК провинции Хэбэй.
31 июля 2020 года назначен заместителем секретаря парткома КПК провинции Шэньси — секретарём партотделения КПК народного правительства. Со 2 августа того же года — временно исполняющий обязанности губернатора провинции. 25 августа 2020 года решением 4-й сессии Собрания народных представителей провинции 13-го созыва утверждён в должности губернатора Шэньси.
27 ноября 2022 года решением ЦК КПК назначен на высший региональный пост секретаря (главы) парткома КПК провинции Шэньси.